# Ларжильер, Никола де
Никола́ де Ларжилье́р, Николя́ де Ларжилье́р (фр. Nicolas de Largillière; 10 октября 1656, Париж — 20 марта 1746, там же) — французский живописец, один из наиболее значимых мастеров парадного придворного портрета «большого стиля» эпохи правления Короля-Солнце Людовика XIV, последующего периода Регентства и начала рококо.

## Биография
Никола де Ларжильер родился в семье мастера и торговца шляпами, детство провёл в Антверпенe, куда его семья переехала в 1659 году. Отец желал, чтобы мальчик пошёл по торговой части, но тот проявил склонность к рисованию и с 1668 года он начал учёбу в мастерской фламандского живописца Антуана Губо в Антверпене. Губо был членом объединения художников бытового жанра Бамбоччанти, он передал ученику вкус к цвету, характерную светотень и любовь фламандцев к сочному изображению цветов и фруктов, плодов, всякой снеди, птиц и рыб. В 1672 году Ларжильера приняли в антверпенскую Гильдию Святого Луки.

### Работа в Англии
В восемнадцатилетнем возрасте Ларжильер отправился в Англию, в Лондоне свёл знакомство с Питером Лели, под руководством которого в 1675—1679 годах производил (вместе с Антонио Веррио) реставрацию картин в Виндзорском замке. Лели порекомендовал его управляющему строительством короля, который дал ему для реставрации несколько картин старых мастеров. Никола Ларжильер создавал и собственные картины исторического содержания, писал натюрморты и портреты; испытал влияние Рубенса и Ван Дейка.
Мастерство живописца привлекло внимание короля Карла II, который хотел оставить его у себя на службе; но раскрытие Райхаузского заговора в 1683 году поставило под угрозу безопасность его как католика, и Ларжильер вынужден был покинуть страну. С 1682 года Ларжильер работал в Париже, где посвятил себя в первую очередь портретной живописи. В Париже его произведения оценили Шарль Лебрён, первый живописец короля Людовика XIV, и Адам ван дер Мейлен. Владение колоритом и живость мазка привлекали в его студию многих знаменитостей: актрис, придворных и деятелей церкви. Среди самых известных моделей живописца были Пьер Даниэль Юэ, епископ Авраншский, кардинал де Ноай, семейство Дюкло и президент Ламбер с семьёй.

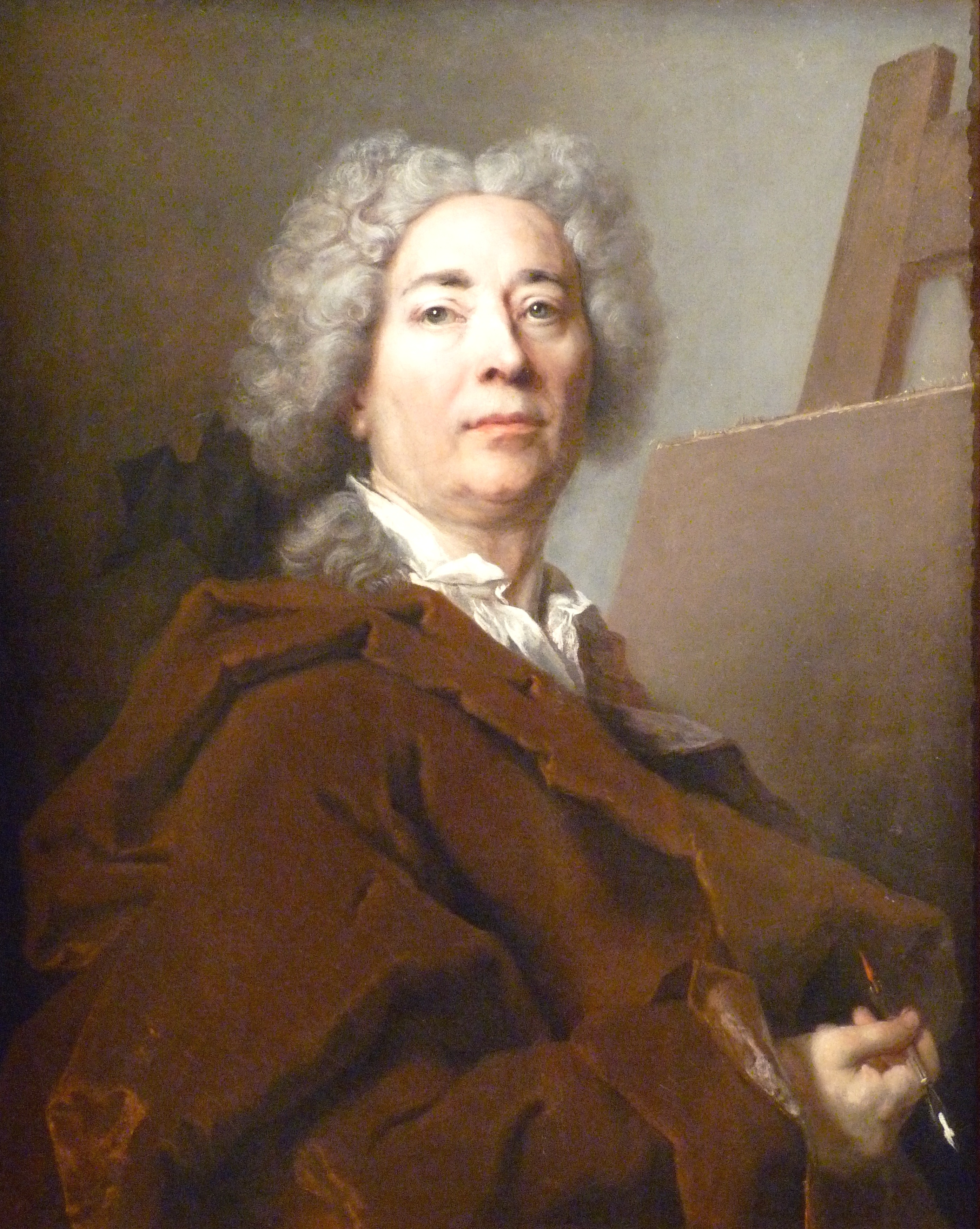
Автопортрет за мольбертом. 1726. Холст, масло. Частное собрание

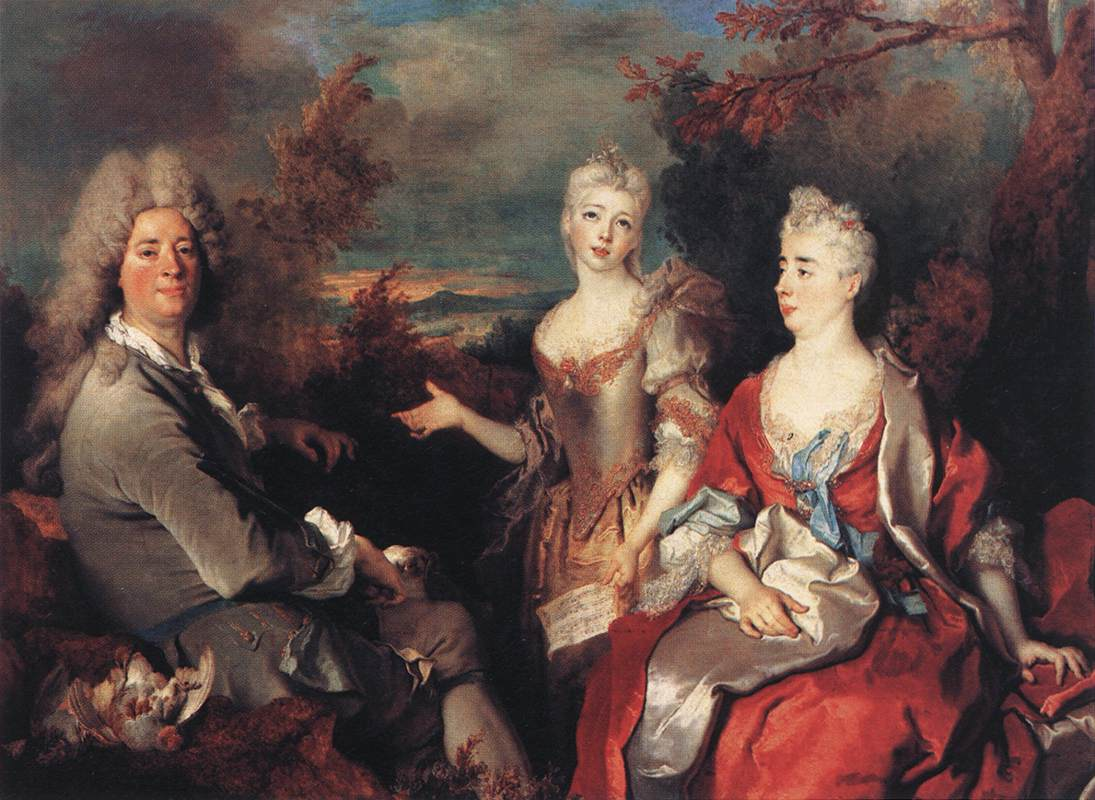
Автопортрет с семьёй. Ок. 1710. Холст, масло. Лувр, Париж

Яков II, ставший королём Англии в 1685 году, вызвал художника к себе и предложил пост хранителя королевских коллекций, но Ларжильер предложения не принял, всё ещё находясь под впечатлением событий двухлетней давности. За время пребывания в Лондоне он написал портрет Карла II и начал писать портрет королевы.

### Возвращение во Францию
По возвращении в начале 1686 года в Париж, Никола де Ларжильер стал одним из самых востребованных живописцев-портретистов. 30 марта 1686 года он был принят в Королевскую Академию живописи и скульптуры как портретист и художник исторического жанра, но по представлению портрета Шарля Лебрена (в полный рост, ныне портрет хранится в музее Лувра). 4 июля 1699 года он был назначен ассистентом профессора (professeur adjoint), 30 июня 1705 года профессором, помощником ректора 24 апреля 1717 года, ректором 10 января 1722, директором 5 июля 1738 и, наконец, за три года до смерти, 30 мая 1743 года канцлером Академии. Принимал участие в Салонах с 1699 по 1704 год.
В 1699 году Никола де Ларжильер женился на Маргарите-Элизабет Форест, дочери пейзажиста по имени Жан Форест, художника короля. В семье было две дочери и сын: Элизабет-Маргарита (1701); Маргарита-Элизабет (1703) и Никола (1701—1742).
Ларжильер скончался парализованным в парижском доме, который он построил на улице Жоффруа-Л’Анжувен и который он украсил множеством картин: пейзажами, цветами и фруктами, несколькими сотнями портретов и религиозными композициями. Художника похоронили в Париже в церкви Сент-Мерри.

### Особенности творчества
Высшим достижением Ларжильера как художника исторического жанра считаются его многофигурные композиции, созданные в 1694 году для парижской церкви Сент-Этьен-дю-Мон. Ещё одна картина на библейский сюжет, появившаяся позже, в 1720 году («Въезд Христа в Иерусалим»), свидетельствует, помимо прочего, о незаурядном даровании Ларжильера-пейзажиста. Считается, что переливчатый «пастельный колорит» пейзажей в качестве фона портретов Ларжильера предвосхищают эстетику живописи рококо.

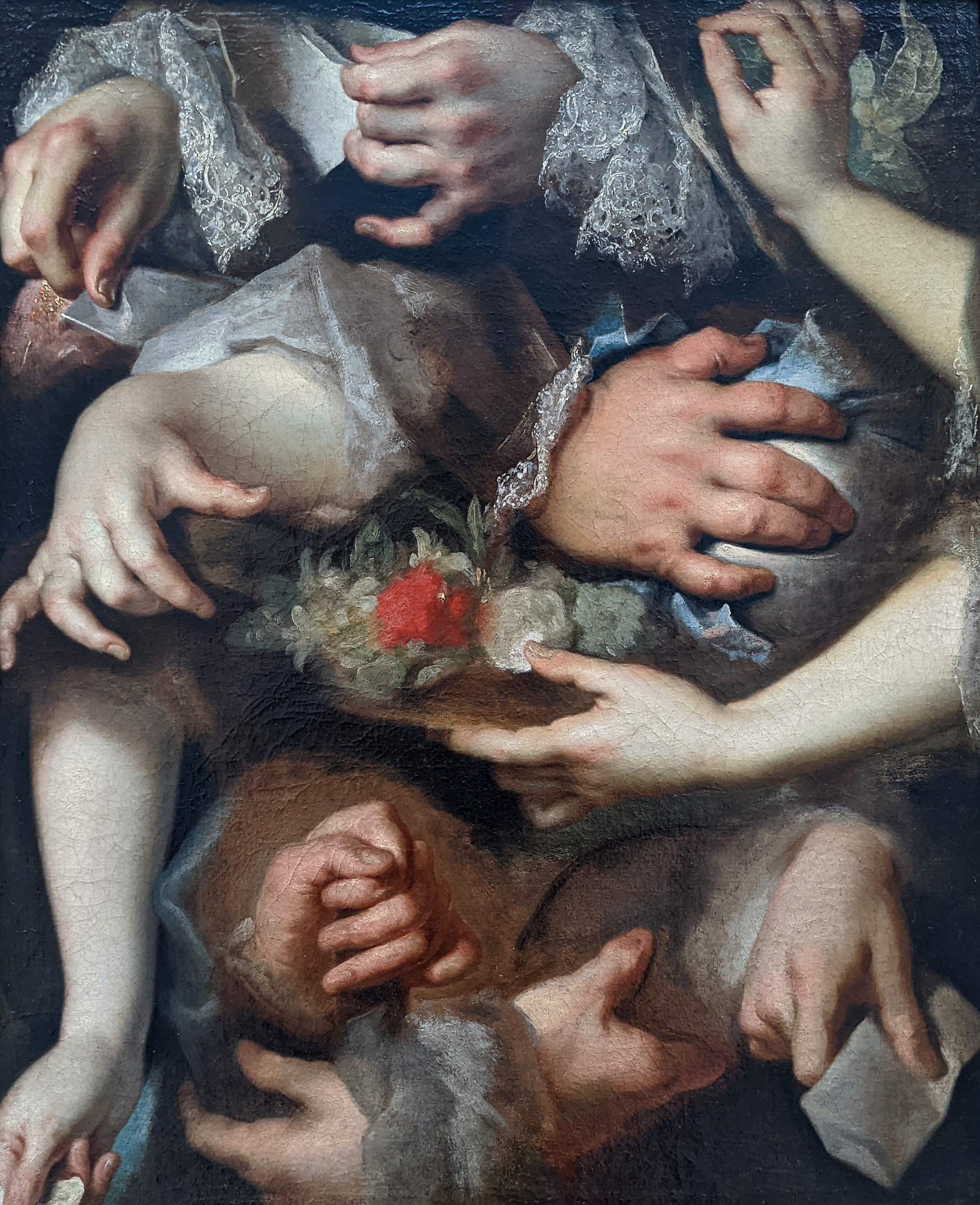
Этюд кистей рук. 1710-е. Холст, масло. Лувр, Париж

Его портреты, выполненные вo фламандской традиции Рубенса и Ван Дейка делают его одним из выдающихся художников времен правления Людовика XIV и Регентства. После своей смерти он оставил 4500 портретов.
Портреты — лучшая часть наследия художника. В них он с течением времени добивался всё большей свободы и естественности в живописи, в изображении поз, выражений лиц и текстуры тканей одеяний фигур. От фламандской школы в искусстве Ларжильера присутствуют такие черты, как тонкие моделировки тепло-холодных отношений тонов. Одним из самых реалистичных произведений художника и одним из шедевров французской портретной живописи является картина «Мужчина в лиловом одеянии» (1700). В стилевом отношении эта работа близка появившемуся через два года портрету скульптора Шарля Буше. Некоторые технические приёмы масляной живописи, как например, сочетание пастозных мазков и лессировок, роднят эти произведения с творчеством Диего Веласкеса.
Три разных жанра, в которых преуспел художник, воплотились в 1710 году в картине «Людовик XIV с семьёй», персонажами которой стали сам Людовик, воспитательница его правнука и заказчица картины, герцогиня де Вантадур, её воспитанник, малолетний Людовик (герцог Бретонский) (умерший три года спустя), сын короля, дофин Людовик и, наконец, старший сын этого последнего, герцог Бургундский. Помимо основных лиц из-за спины принца виден пейзаж, а рядом с гувернанткой — натюрморт. Годом позднее создан автопортрет мастера — единственная картина, где он изобразил себя на открытом воздухе, в обществе жены и дочери, а не за работой у мольберта в полумраке студии, как в других случаях, в том числе и в последнем автопортрете, созданном в 1725 году; в нём противопоставление света и тени напоминает о караваджистской живописи тенебристов.
В 1714 году появилась одна из самых необычных работ художника — «Этюд кистей рук», из которого видно, насколько широко автор владел приёмами живописи маслом: густыми слоями он пишет сами руки, тонкими лессировками изображает ткань.
В 1718 году художник создал знаменитый портрет Вольтера. Ближе к концу жизни Ларжильер всё больше писал мужские портреты, лиц, чьи имена, как правило, не установлены (в этом его основным соперником был Гиацинт Риго, который, однако, предпочитал писать аристократов). Интимные портреты кисти Ларжильера отмечены тонкостью индивидуальных характеристик. Он вообще предпочитал частные заказы официальным: это было связано с меньшей ответственностью и более быстрой оплатой. Художник также создавал групповые портреты, призванные увековечить какое-либо торжественное событие («Заседание парижской ратуши в 1687 году», эскиз к утраченной картине). После смерти Ларжильера стали известны многие из его пейзажей и натюрмортов; лучшая из этих работ — «Лесной пейзаж».
Индивидуальный стиль художника непрерывно эволюционировал: от патетики парадного портрета эпохи Людовика XIV и Регентства к раннему рококо. Его ученики, прежде всего, прославленный Жан-Батист Удри продолжали эту тенденцию. Так Ларжильер оказался «переходным мастером» от одной эпохи к другой. Другие ученики — французский портретист Жак-Франсуа Дельен, венгерский художник Адам Маньоки и шведский живописец Густаф Лундберг.

## Галерея

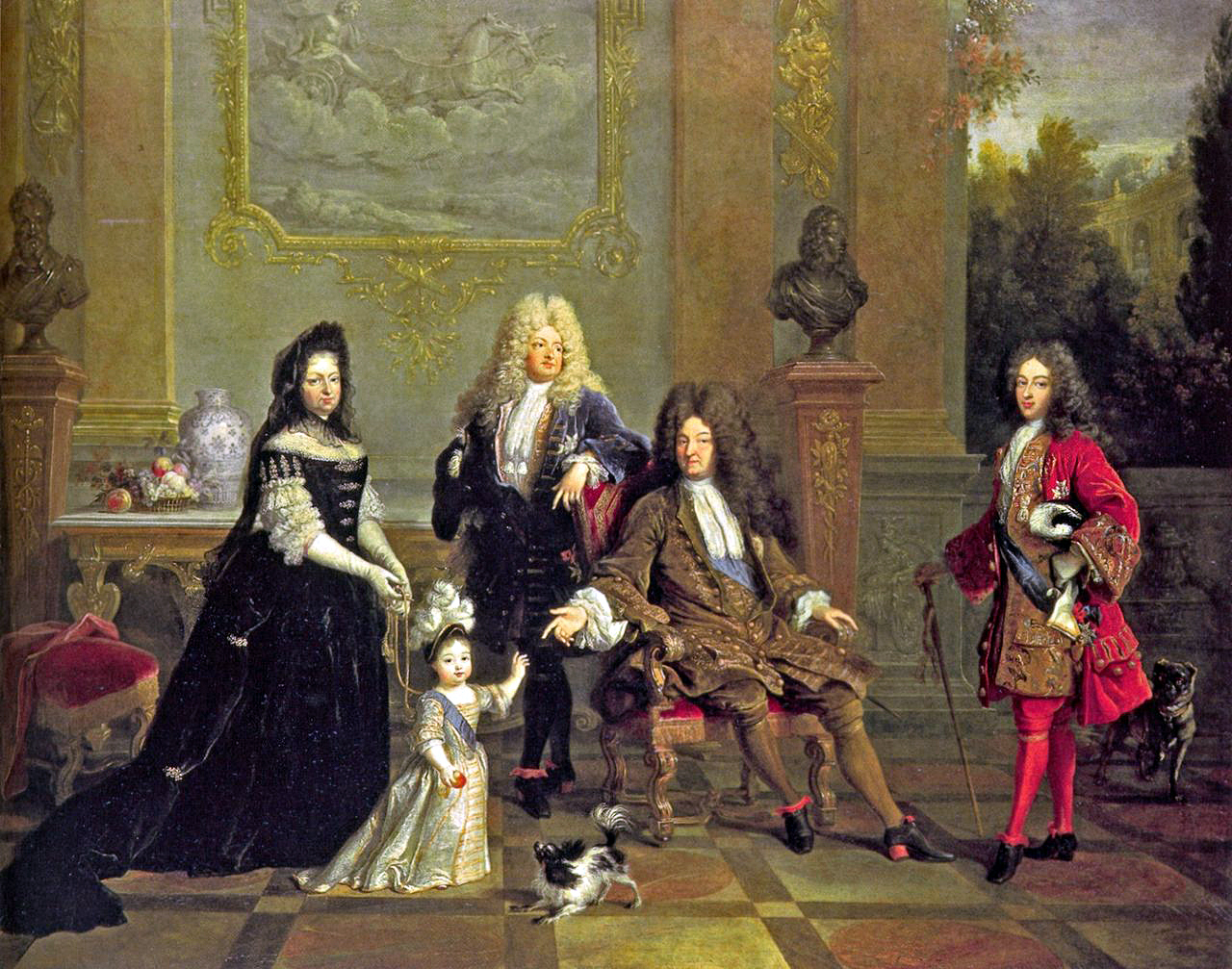
Людовик XIV, король Франции, и его семья. Между 1715 и 1720. Холст, масло. Собрание Уоллес, Лондон
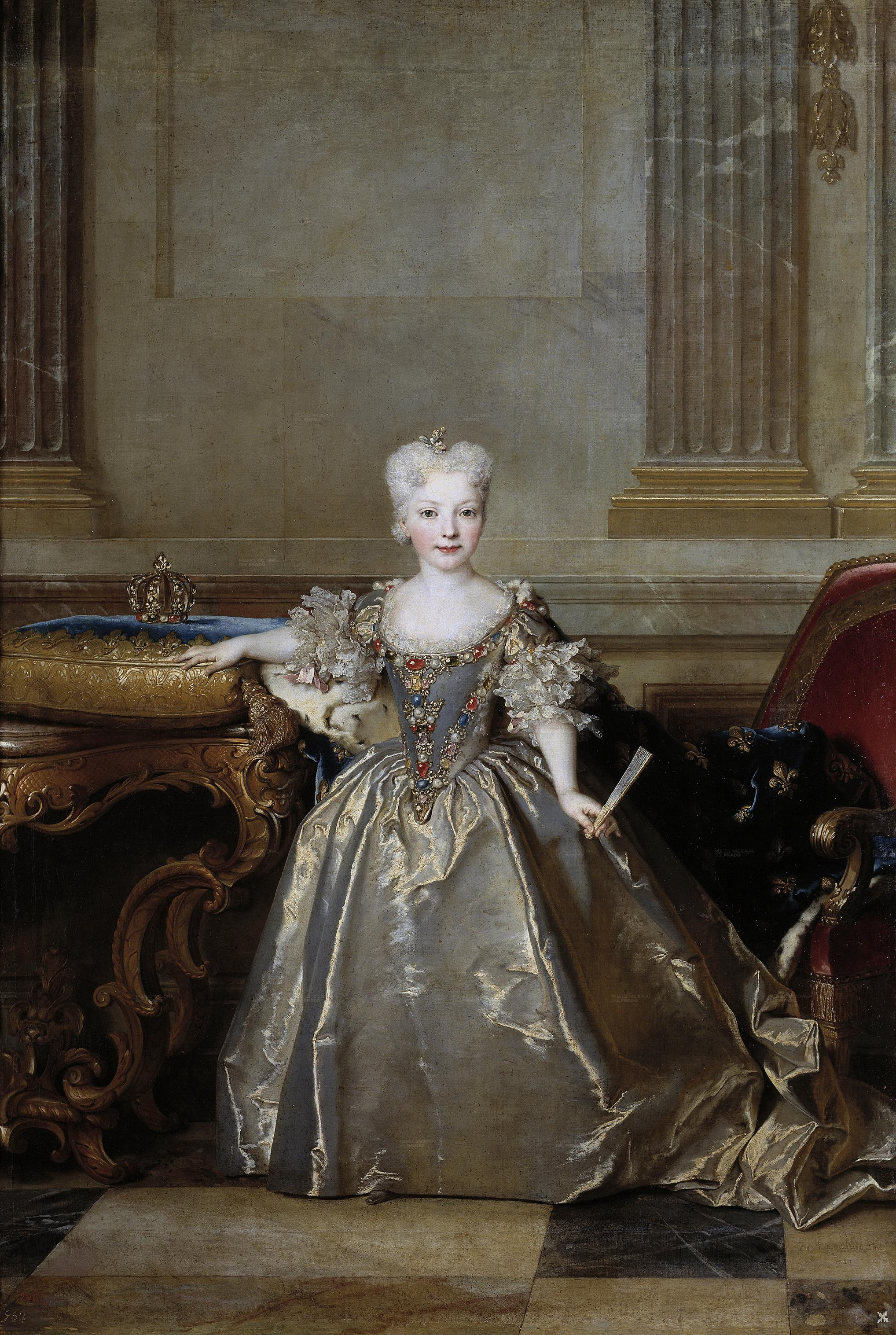
Мария Анна Виктория де Бурбон. 1724. Холст, масло. Прадо, Мадрид
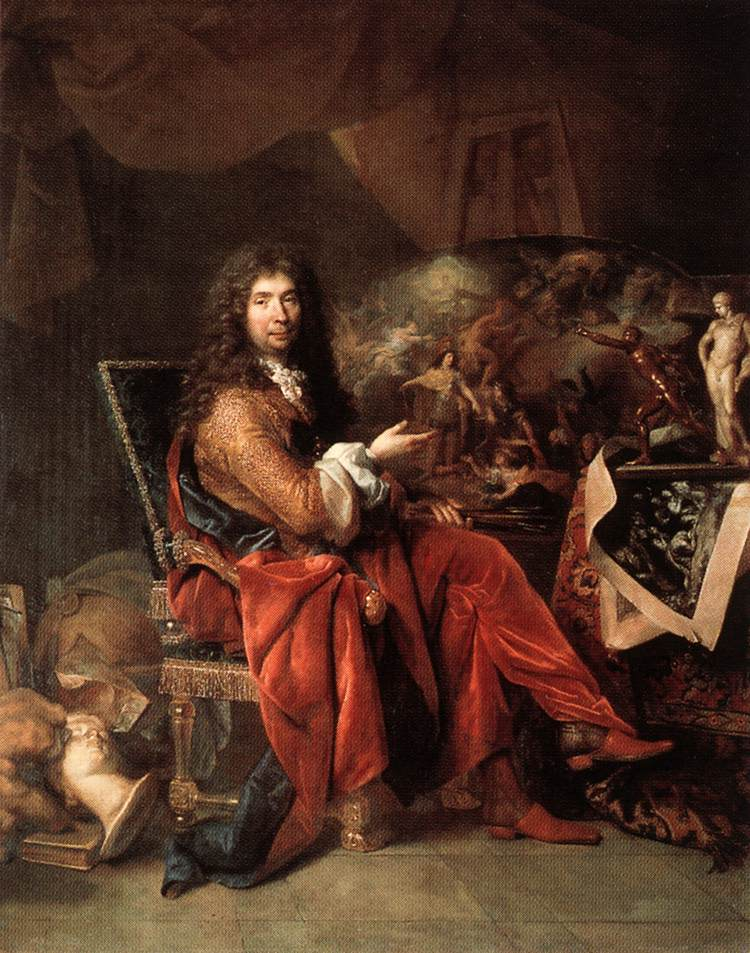
Шарль Лебрен. Между 1683 и 1686. Холст, масло. Лувр, Париж
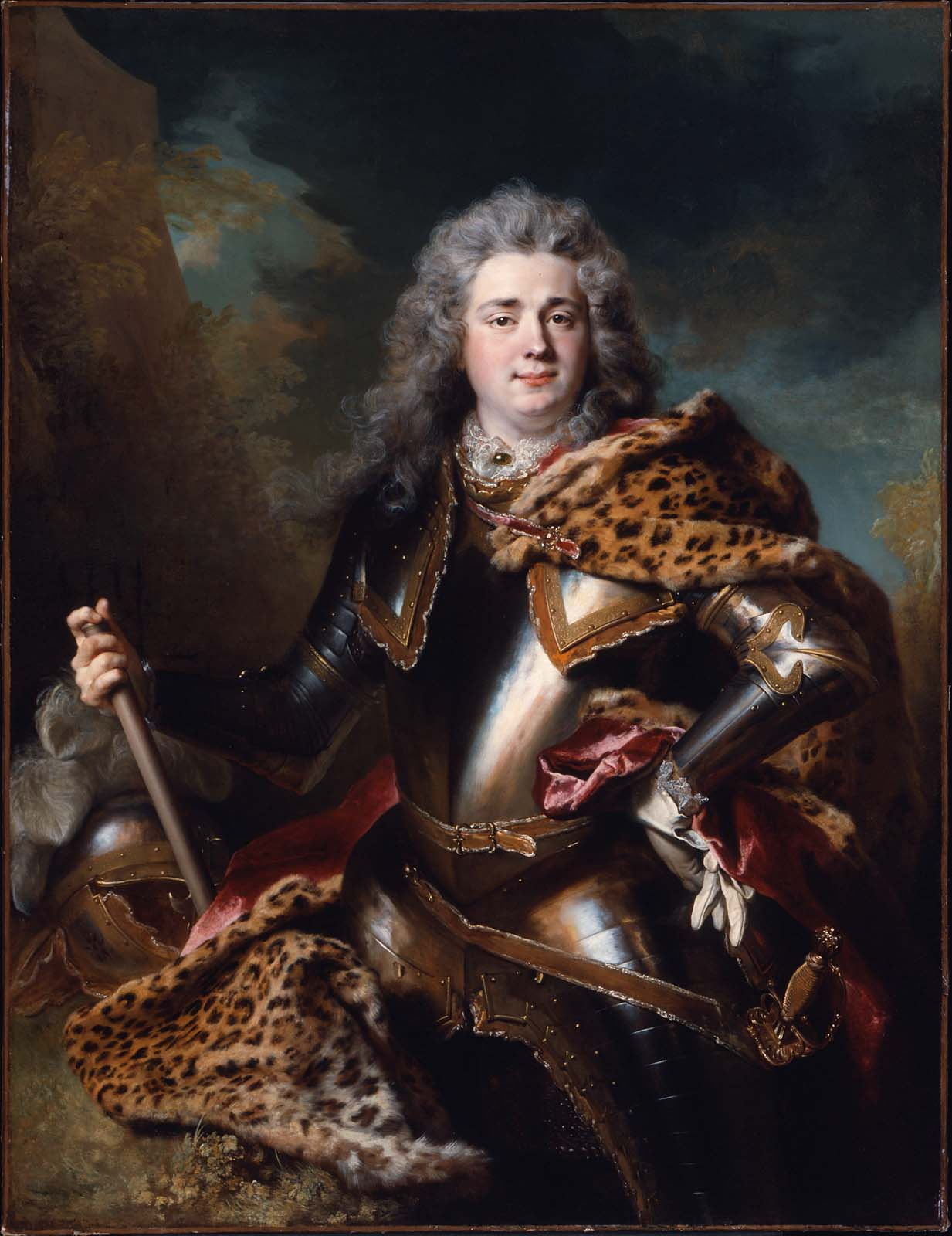
Портрет Шарля Армана де Гонто, герцога Бирона. 1714. Музей изящных искусств, Бостон, Массачусетс, США
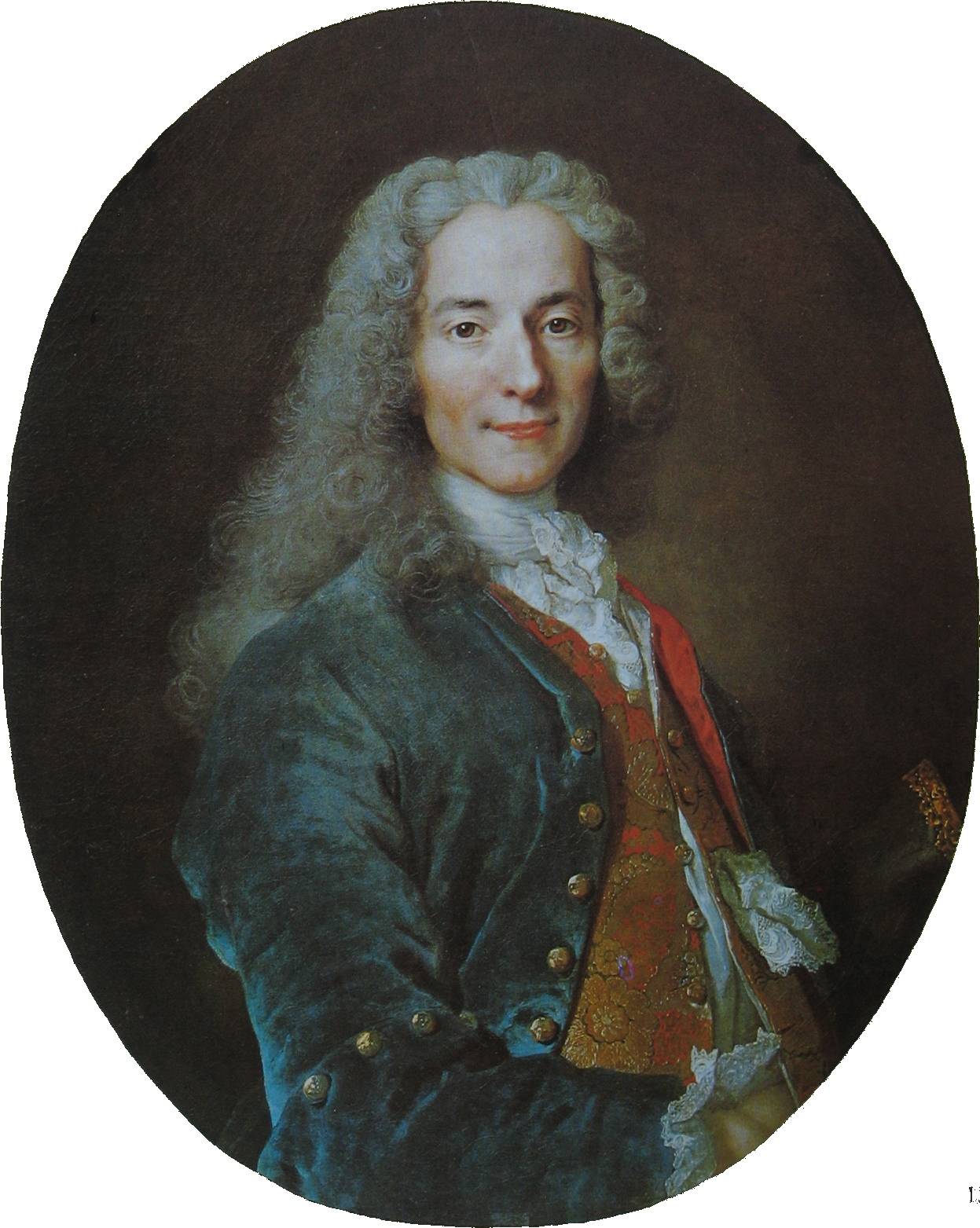
Вольтер. Между 1724 и 1725. Холст, масло. Музей истории Франции, Версаль
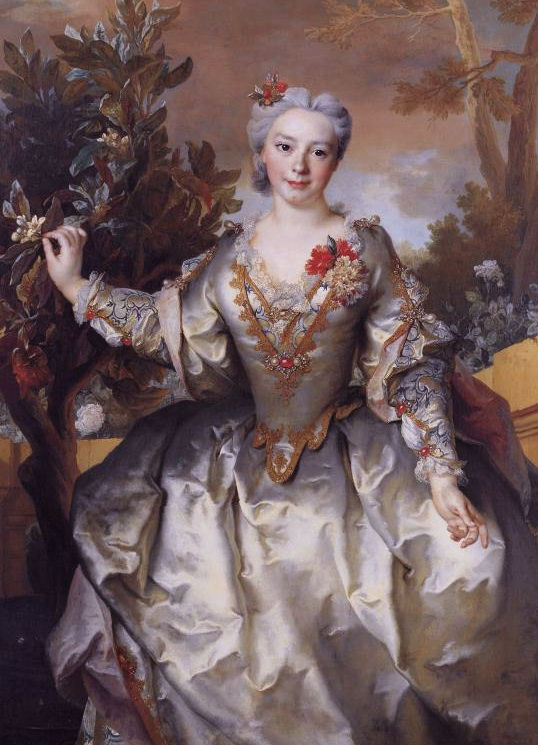
Портрет графини де Моншаль. Холст, масло. Частное собрание
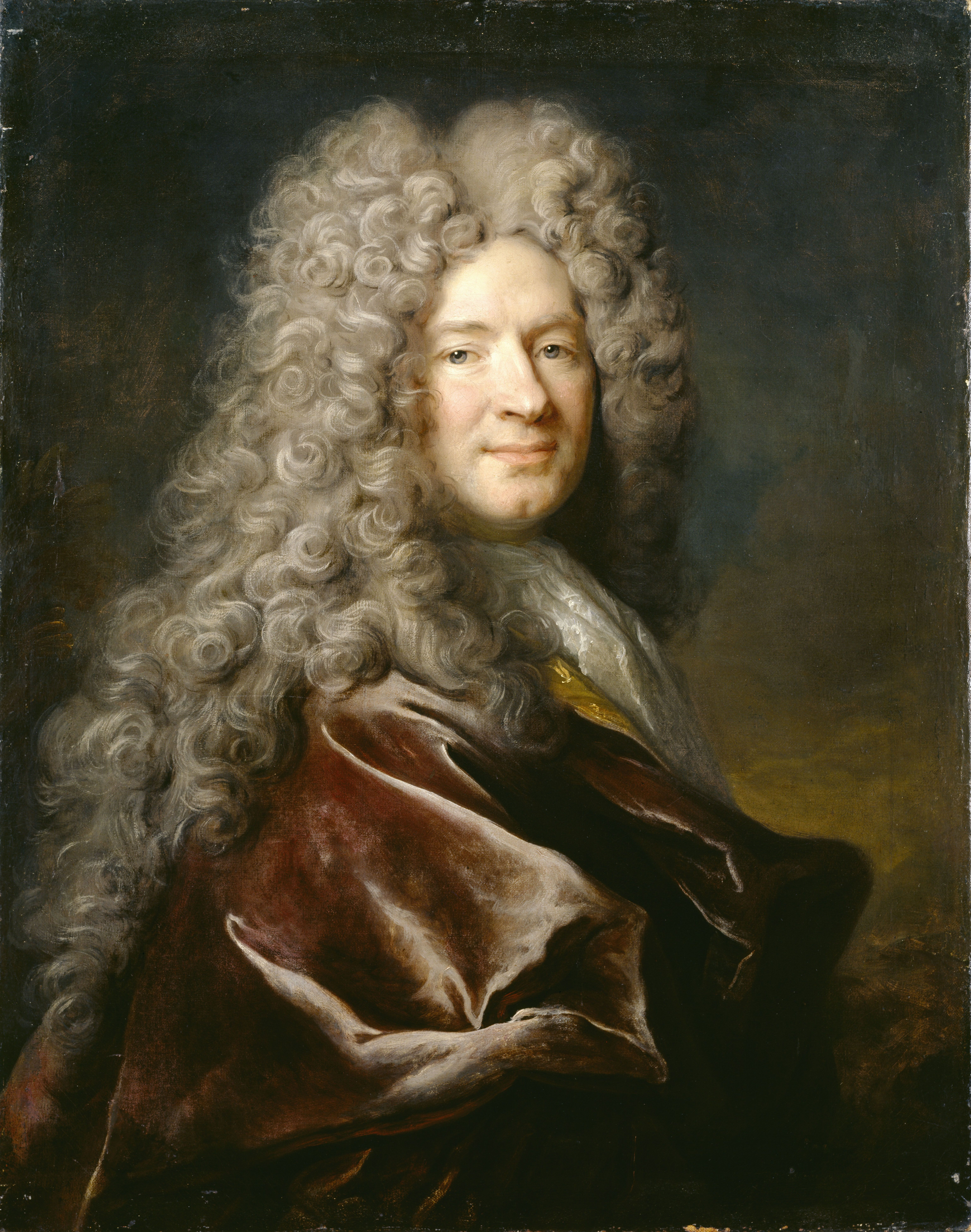
Мужской портрет. Ок. 1700. Холст, масло. Земельный музей, Кассель
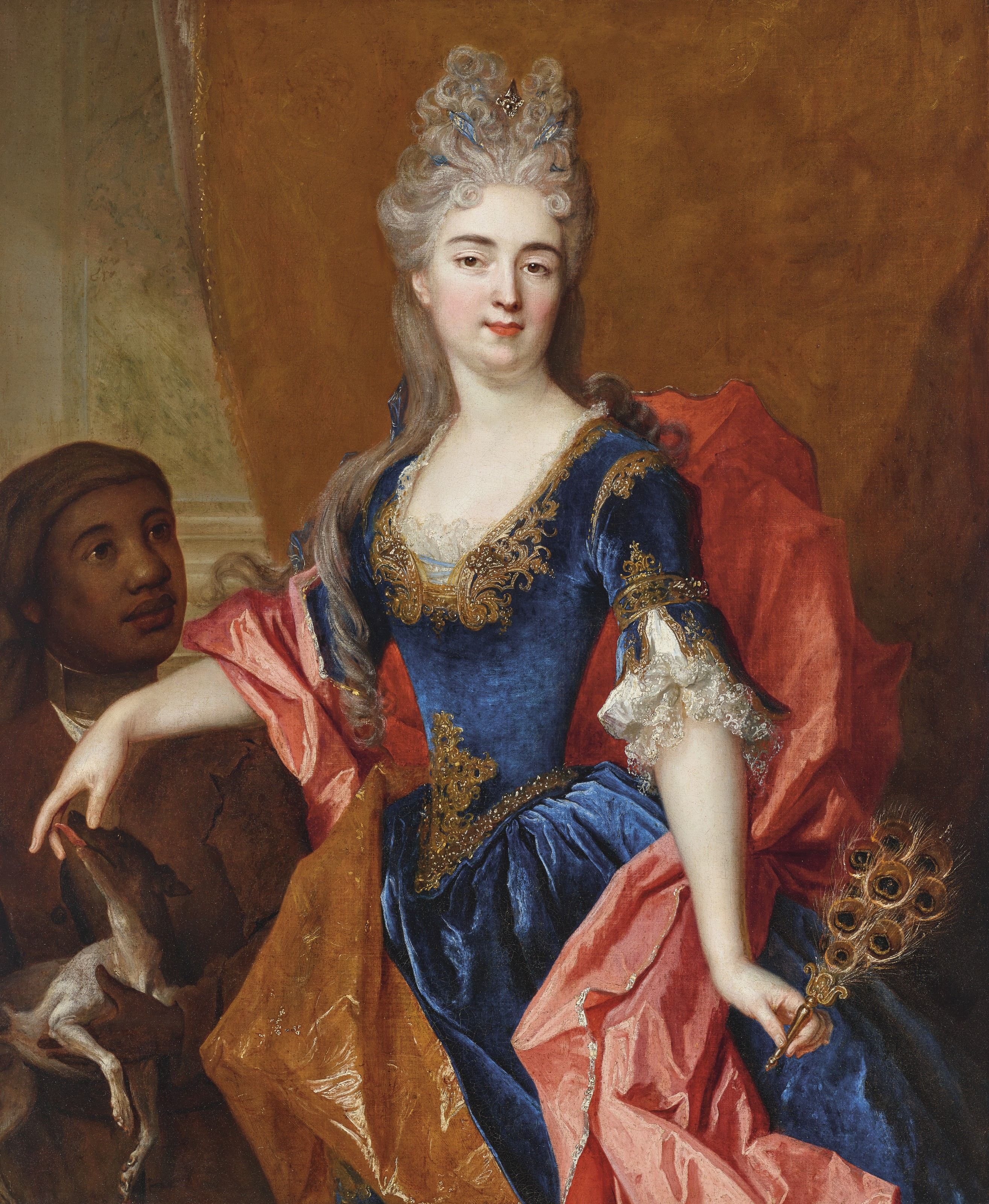
Портрет леди, держащей павлинье перо. Холст, масло. Частное собрание
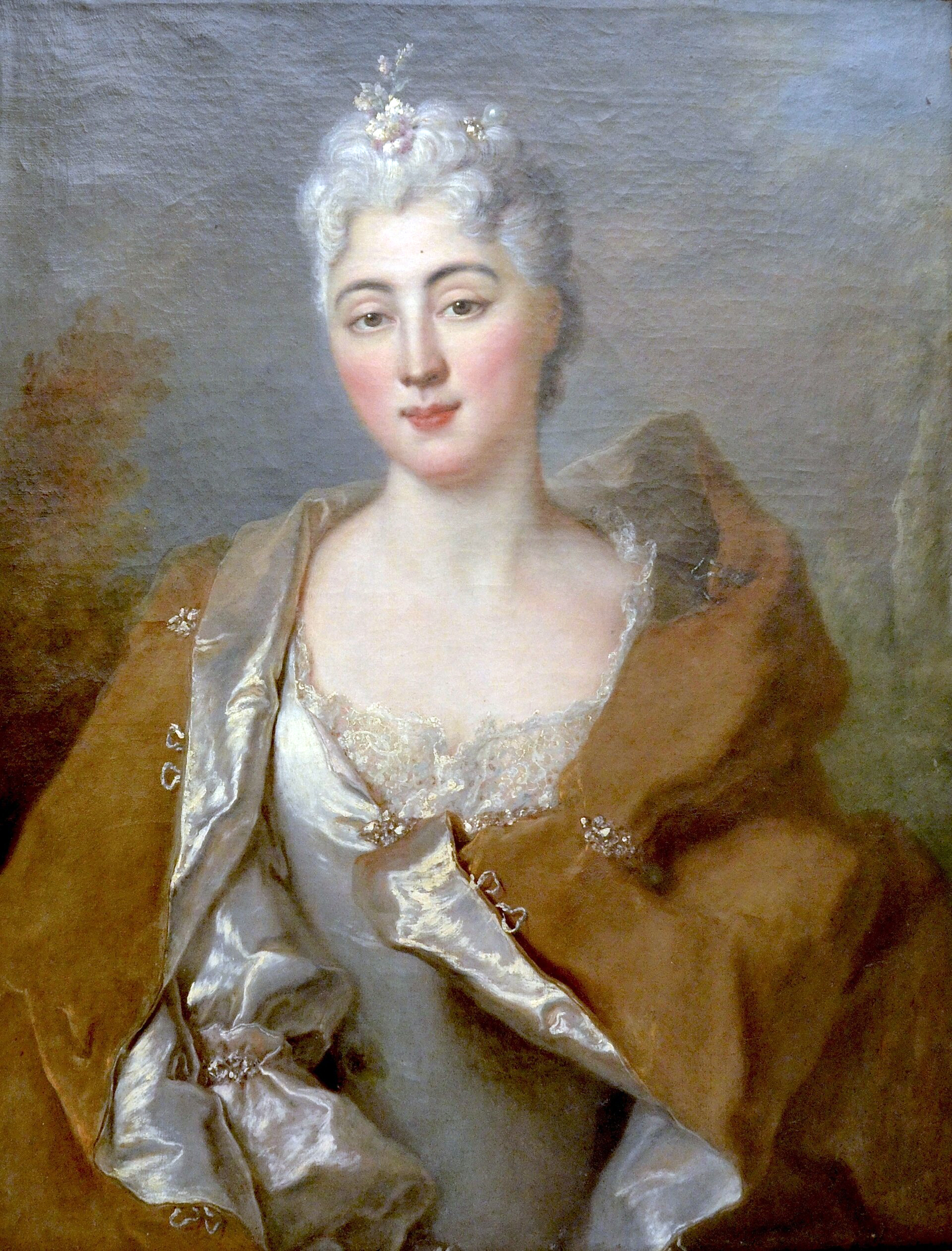
Портрет Шарлотты Айссе. Ок. 1720 (атрибутируется)